# Tuck (предузеће)
Tuck српско је предузеће које се бави филмском индустријом са седиштем на адреси Кнеза Милоша 7а, Београд. Раније највећа дистрибутерска кућа у Србији, предузеће је покривало више од 70% домаћег филмског тржишта, а чине га: Tuck Vision (ексклузивни заступник биоскопског програма холивудских студија Warner Bros. Pictures, Sony Pictures и 20th Century Fox),  Tuck Video (ексклузивни заступник видео програма студија 20th Century Fox Video, Universal Home Entertainment и BBC Home Entertainment) и Mirius Tuck (заступник биоскопског, видео и ТВ програма бројних независних предузећа). Такође је власник биоскопа Tuckwood Cineplex.
Tuckwood Cineplex чине пет сала укупног капацитета од 472 седишта, назване по великим филмским звездама—„Мерилин Монро” (222 седишта), „Џејмс Дин” (80 седишта), „Рита Хејворт” (76 седишта), „Лорен Бакол” (50 седишта) и „Хамфри Богарт” (50 седишта). Tuckwood је један од најбоље опремљених биоскопа у Београду. Поседује три система за репродукцију дигиталног звука (стандарди звука су SDDS, DTS, Dolby Digital EX и Dolby Surround), као и софистицирану технологију за фотографију (Ernemann Cine GMBH / 35mm чине пројектори). Исто тако поседује и Dolby 3D (репродукција 3D филмова). Све сале су климазизоване, а специјализована седишта увезена из Француске (quinette Gallay). У холу биоскопа се налази кафић, украшен мотивима из седме уметности.